# Video Games (Lied)
Video Games (englisch für ‚Videospiele‘) ist ein Lied der US-amerikanischen Popsängerin Lana Del Rey. Das Stück ist die erste Singleauskopplung aus ihrem zweiten Studioalbum Born to Die.

## Entstehung und Artwork
Komponiert wurde das Lied von Lana Del Rey und Justin Parker. Gemischt und produziert wurde die Single von Robopop. Gemastert wurde die Single unter der Leitung des Briten Stuart Bruce. Das Lied wurde unter den Musiklabels Interscope Records, Polydor und Stranger veröffentlicht. Auf den Covern der Maxi-Singles ist – neben der Aufschrift des Künstlers und des Liedtitels – der Oberkörper Del Reys zu sehen. Es existieren zwei verschiedene Cover, die sich kaum voneinander abheben. Der größte Unterschied ist die Haarfarbe Del Reys.

## Veröffentlichung und Promotion
Die Erstveröffentlichung von Video Games erfolgte am 5. September 2011 als digitale Promoveröffentlichung. Als offizielle Single erschien das Lied erstmals am 7. Oktober 2011 zum Download. Die Erstveröffentlichung einer physischen Maxi-Single erfolgte am 4. November 2011 in Deutschland, Österreich und der Schweiz. Die Maxi-Single enthält neben Video Games das Lied Blue Jeans, als Doppel-A-Seite. Am 17. Oktober 2011 wurde eine limitierte Auflage von 1.500 Vinylplatten veröffentlicht, wobei die ersten 100 Exemplare von Del Rey signiert sind. Neben der regulären Maxi-Single existieren auch verschiedene Remix EPs von Video Games.
Remixversionen
- Video Games (Club Clique for the Bad Girls Remix)
- Video Games (Helium Robots Remix)
- Video Games (Jakwob and Etherwood Remix)
- Video Games (Jamie Woon Remix)
- Video Games (Larry „Mr Fingers“ Heard Remix)
- Video Games (Omid 16B Remix)
- Video Games (Rainer Weichhold & Nick Olivetti Clubmix)
- Video Games (We Don’t Belong in Pacha Remix)
- Video Games (White Lies C-Mix)

Im Dezember 2011 war Del Rey der MTV „Push-Act“ des Monats. Das bedeutete, dass sie für einen gesamten Monat in sämtlichen Werbepausen von MTV präsentiert wurde. Dies galt weltweit für alle MTV-Stationen. Während der Präsentation waren Teile des Musikvideos zu Video Games zu sehen. Um das Lied in Deutschland zu promoten, folgten u. a. Liveauftritte während der Verleihung des ECHO Pop 2012 und bei Inas Nacht.

## Inhalt
Der Liedtext zu Video Games ist in englischer Sprache verfasst. Die Musik und der Text wurden gemeinsam von Lana Del Rey und Justin Parker verfasst. Musikalisch bewegt sich der Song im Bereich der Popmusik. Die Taktangabe erfolgt mit 61 Beats pro Minute. Del Rey singt das Lied in den Tonlagen von E3 bis A4.
In einem Interview mit dem britischen Online-Magazin The Quietus sagte Lana del Rey, dass ihre Beziehung zu ihrem Ex-Freund sie zu dem Lied inspiriert hätte:

“A boy. I think we came together because we were both outsiders. It was perfect. But I think with that contentment also comes sadness. There was something heavenly about that life – we’d go to work and he’d play his video games – but also it was maybe too regular. At the time I was becoming disillusioned with being a singer and was very happy to settle with a boyfriend who I loved, but in the end we both lost sight of our dreams. Maybe there’s something not-so-special about domestic life.”

„Ein Junge. Ich glaube, wir kamen zusammen, weil wir beide Außenseiter waren. Es war perfekt. Aber ich glaube, Zufriedenheit geht immer auch mit Traurigkeit einher. Es war etwas Himmlisches an diesem Leben – wir gingen zur Arbeit, und er spielte seine Videospiele – aber vielleicht war das auch einfach zu normal. Zu der Zeit dachte ich, dass ich vielleicht doch keine Sängerin mehr sein würde und ich war überglücklich, mit dem Freund, den ich liebte, sesshaft zu werden, aber am Ende verloren wir beide unsere Träume aus den Augen. Möglicherweise ist da etwas ,nicht allzu Besonderes‘ am häuslichen Leben.“

## Musikvideo
Das Musikvideo zu Video Games wurde von Del Rey selbst gedreht und geschnitten und feierte am 19. August 2011, auf Del Reys YouTube-Kanal, seine Premiere. Im Video sind Ausschnitte von Skateboardern, Cartoons, Filmszenen aus alten Filmen und Paparazzoaufnahmen der berauscht zu Boden stürzenden Schauspielerin Paz de la Huerta zu sehen. Zwischendurch ist immer wieder Del Rey selbst mit eigenen Webcamaufnahmen zu sehen. Die Gesamtlänge des Videos beträgt 4:49 Minuten. Bis heute zählt das Video über 342 Millionen Aufrufe bei YouTube (Stand: April 2024).
Nach dem Erfolg von Video Games sagte Del Rey folgendes zu ihrem Videoclip:

“Had I known so many people were going to watch the video, I’d have put some more effort into it. I would have got my hair and make-up done and tried not to be so pouty, seeing as everyone talks about my face all the time. And I’d have put more of a storyline into it.”

„Hätte ich geahnt, dass so viele Menschen das Video anschauen würden, dann hätte ich mehr Mühe hineingesteckt. Ich hätte meine Haare gemacht, Make-Up aufgetragen und ich hätte versucht, nicht so einen Schmollmund zu machen, da ja alle die ganze Zeit über mein Gesicht reden. Und ich hätte versucht, mehr eine Geschichte zu erzählen.“

## Mitwirkende
| Liedproduktion - Stuart Bruce: Mastering - Lana Del Rey: Gesang, Komponist, Liedtexter, Regisseur (Musikvideo) - Justin Parker: Komponist, Liedtexter - Robopop: Abmischung, Musikproduzent | Unternehmen - Interscope Records: Musiklabel - Polydor: Musiklabel - Stranger: Musiklabel - Universal Music Publishing: Vertrieb |

## Preise
Im Mai 2012 wurde Video Games mit einem Ivor Novello Award in der Kategorie „Best Contemporary Song“ ausgezeichnet.
Beim Q Award 2019 wurde Video Games als „Song of the Decade“ (englisch für ‚Lied des Jahrzehnts‘) ausgezeichnet.

## Kommerzieller Erfolg

### Chartplatzierungen
Video Games erreichte in Deutschland Position eins der Singlecharts und konnte sich insgesamt 14 Wochen in den Top-10 und 33 Wochen in den Charts halten. In Österreich erreichte die Single Position zwei und konnte sich acht Wochen in den Top-10 und 21 Wochen in den Charts halten. In der Schweiz erreichte die Single ebenfalls Position zwei und konnte sich zehn Wochen in den Top-10 und 30 Wochen in den Charts halten. Im Vereinigten Königreich erreichte die Single Position neun und konnte sich eine Woche in den Top-10 und 28 Wochen in den Charts halten. In den Vereinigten Staaten erreichte die Single in einer Chartwoche Position 91 der Charts. Video Games platzierte sich den deutschen Jahrescharts von 2011 auf Position 19 und in den Jahrescharts von 2012 auf Position 33. Des Weiteren platzierte sich Video Games in den Jahrescharts von 2012 in Österreich auf Platz 27, in der Schweiz auf Platz 23 und im Vereinigten Königreich auf Position acht.
Für Del Rey ist es sowohl als Interpretin sowie auch als Komponisten der erste Charterfolg. In Deutschland, Österreich und der Schweiz platzierte sich bis heute keine Single höher in den Charts.
| ChartsChartplatzierungen       | Höchstplatzierung | Wochen |
| ------------------------------ | ----------------- | ------ |
| Deutschland (GfK)              | 1 (33 Wo.)        | 33     |
| Österreich (Ö3)                | 2 (21 Wo.)        | 21     |
| Schweiz (IFPI)                 | 2 (30 Wo.)        | 30     |
| Vereinigte Staaten (Billboard) | 91 (1 Wo.)        | 1      |
| Vereinigtes Königreich (OCC)   | 9 (28 Wo.)        | 28     |

| ChartsJahrescharts (2011) | Platzierung |
| ------------------------- | ----------- |
| Deutschland (GfK)         | 19          |

| ChartsJahrescharts (2012)    | Platzierung |
| ---------------------------- | ----------- |
| Deutschland (GfK)            | 33          |
| Österreich (Ö3)              | 27          |
| Schweiz (IFPI)               | 23          |
| Vereinigtes Königreich (OCC) | 87          |

### Auszeichnungen für Musikverkäufe
| Land/Region                  | Auszeichnungen für Musikverkäufe (Land/Region, Auszeichnung, Verkäufe) | Verkäufe  |
| ---------------------------- | ---------------------------------------------------------------------- | --------- |
| Australien (ARIA)            | 5× Platin                                                              | 350.000   |
| Belgien (BRMA)               | Platin                                                                 | 30.000    |
| Brasilien (PMB)              | Diamant                                                                | 250.000   |
| Dänemark (IFPI)              | Platin                                                                 | 90.000    |
| Deutschland (BVMI)           | 2× Platin                                                              | 600.000   |
| Frankreich (SNEP)            | —                                                                      | 173.600   |
| Italien (FIMI)               | Platin                                                                 | 100.000   |
| Kanada (MC)                  | Gold                                                                   | 40.000    |
| Neuseeland (RMNZ)            | 2× Platin                                                              | 60.000    |
| Österreich (IFPI)            | Platin                                                                 | 30.000    |
| Portugal (AFP)               | Platin                                                                 | 10.000    |
| Schweiz (IFPI)               | 2× Platin                                                              | 60.000    |
| Spanien (Promusicae)         | Platin                                                                 | 60.000    |
| Vereinigte Staaten (RIAA)    | 3× Platin                                                              | 3.000.000 |
| Vereinigtes Königreich (BPI) | 3× Platin                                                              | 1.800.000 |
| Insgesamt                    | 1× Gold · 23× Platin · 1× Diamant ·                                    | 6.653.600 |

Hauptartikel: Lana Del Rey/Auszeichnungen für Musikverkäufe

## Coverversionen
- 2012: Michael Schulte, er sang das Lied in der fünften Liveshow der Castingshow The Voice of Germany. Das Lied schaffte es aufgrund der hohen Downloadzahlen in die Charts, eine offizielle Singleveröffentlichung erfolgte nicht.
- 2012: Left Boy feat. Mirakle
- 2014: The Baseballs
- 2014: French Montana feat. Lana Del Rey, Wiz Khalifa & Snoop Dogg – All for You
- 2016: Jochen Distelmeyer
- 2020: Trixie Mattel
- 2022: Ramin Djawadi, Instrumentalversion für die 4. Staffel der Fernsehserie Westworld
- 2022: California Condor (Album: Chapter IV: Pale Horse)[36]